# Passage Piver
Le passage Piver est une voie du 11e arrondissement de Paris, en France.

## Situation et accès
Le passage Piver est situé dans le 11e arrondissement de Paris. Il débute au 15, rue de l'Orillon et se termine au 92, rue du Faubourg-du-Temple.

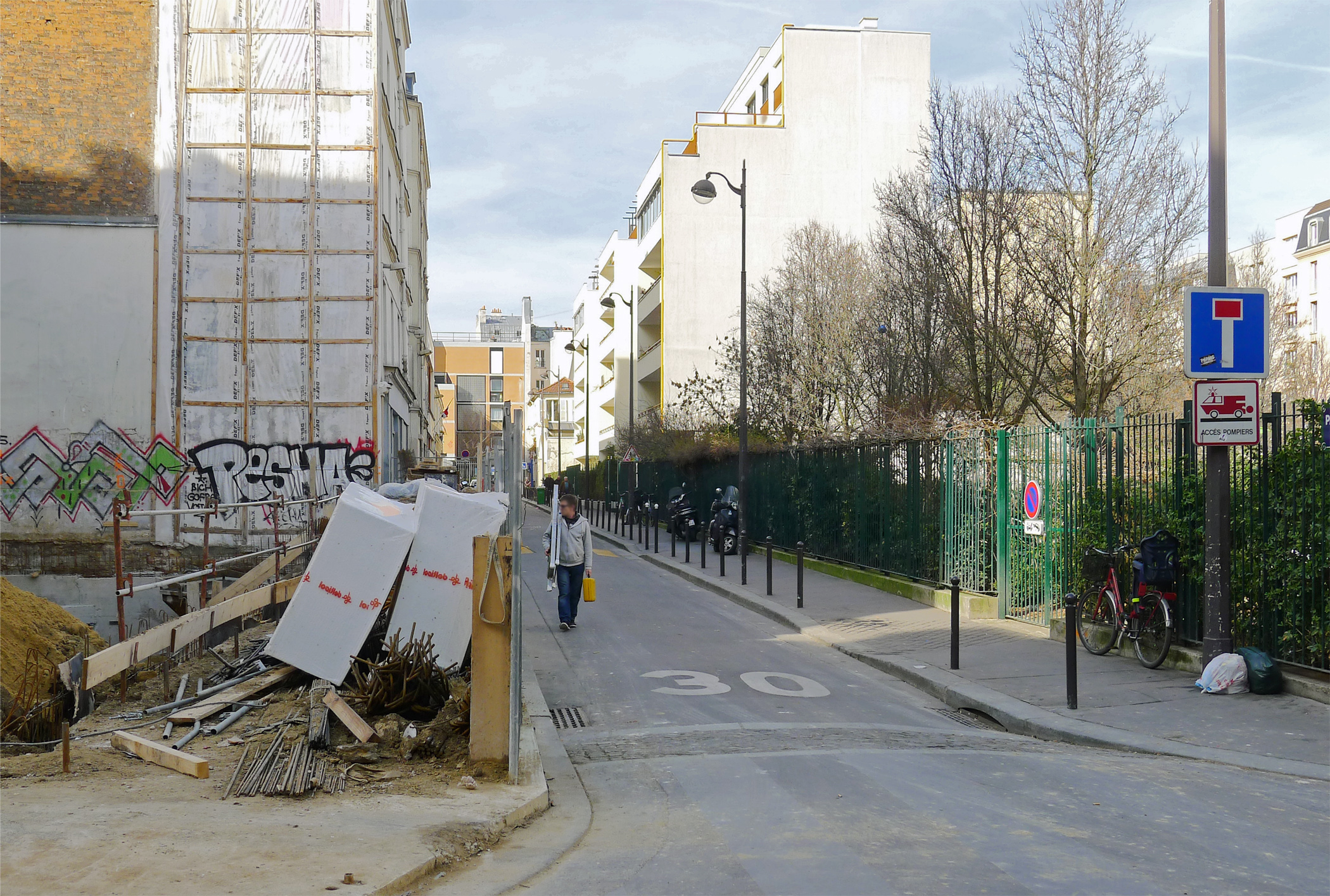
Passage Piver vu depuis la rue de l'Orillon, en 2015.

## Origine du nom
Elle doit son nom au propriétaire des terrains, monsieur Piver, sur lesquels cette voie, initialement privée, fut ouverte.

## Historique
Ce passage, qui était initialement une voie privée indiquée sur le plan d'Andriveau-Goujon de 1860, est devenue une voie publique en octobre 2003.